# Ophiuche masurialis
Ophiuche masurialis är en fjärilsart som beskrevs av Achille Guenée 1854. Ophiuche masurialis ingår i släktet Ophiuche och familjen nattflyn. Inga underarter finns listade i Catalogue of Life.